# Neodeightonia
Neodeightonia is een geslacht van schimmels behorend tot de familie Botryosphaeriaceae. De typesoort is Neodeightonia subglobosa.

## Soorten
Volgens Index Fungorum telt het geslacht negen soorten (peildatum februari 2022):
| Soortnaam                 | Auteur(s)                       | Publicatiejaar |
| ------------------------- | ------------------------------- | -------------- |
| Neodeightonia licuriensis | A.R. Machado & O.L. Pereira     | 2015           |
| Neodeightonia microspora  | D.Q. Dai & K.D. Hyde            | 2016           |
| Neodeightonia mucosa      | Y. Zhang ter & Y.P. Zhou        | 2021           |
| Neodeightonia palmicola   | Jian K. Liu, Phook. & K.D. Hyde | 2010           |
| Neodeightonia phoenicum   | A.J.L. Phillips & Crous         | 2008           |
| Neodeightonia planchoniae | Jayasiri & K.D. Hyde            | 2019           |
| Neodeightonia rattanica   | S. Konta & K.D. Hyde            | 2016           |
| Neodeightonia rattanicola | S. Konta & K.D. Hyde            | 2016           |
| Neodeightonia subglobosa  | C. Booth                        | 1970           |